# US Open 2001 (Badminton)
Die US Open 2001 im Badminton fanden vom 5. bis zum 8. September 2001 in Orange statt. Das Preisgeld betrug 30.000 US-Dollar, was dem Turnier zu einem Ein-Sterne-Status im Grand Prix verhalf.

## Austragungsort
- Orange County Badminton Club, Orange

## Sieger und Platzierte
| Disziplin    | Gold                          | Silber                           | Bronze                            |
| ------------ | ----------------------------- | -------------------------------- | --------------------------------- |
| Herreneinzel | Lee Hyun-il                   | Kenneth Jonassen                 | Kasper Ødum                       |
| Herreneinzel | Lee Hyun-il                   | Kenneth Jonassen                 | Oliver Pongratz                   |
| Dameneinzel  | Ra Kyung-min                  | Mette Sørensen                   | Jun Jae-youn                      |
| Dameneinzel  | Ra Kyung-min                  | Mette Sørensen                   | Tine Rasmussen                    |
| Herrendoppel | Kang Kyung-jin Park Young-duk | Yousuke Nakanishi Shinya Ohtsuka | James Anderson Graham Hurrell     |
| Herrendoppel | Kang Kyung-jin Park Young-duk | Yousuke Nakanishi Shinya Ohtsuka | Julian Robertson Ian Sullivan     |
| Damendoppel  | Kim Kyeung-ran Ra Kyung-min   | Pernille Harder Majken Vange     | Milaine Cloutier Robbyn Hermitage |
| Damendoppel  | Kim Kyeung-ran Ra Kyung-min   | Pernille Harder Majken Vange     | Lee Joo Hyun Lee Soon-deuk        |
| Mixed        | Mathias Boe Majken Vange      | Denyse Julien William Milroy     | Pernille Harder Peter Steffensen  |
| Mixed        | Mathias Boe Majken Vange      | Denyse Julien William Milroy     | Nicol Pitro Björn Siegemund       |

## Finalergebnisse
| Disziplin    | Sieger                        | Finalist                         | Ergebnis           |
| ------------ | ----------------------------- | -------------------------------- | ------------------ |
| Herreneinzel | Lee Hyun-il                   | Kenneth Jonassen                 | 6-8, 7-2, 7-2, 7-5 |
| Dameneinzel  | Ra Kyung-min                  | Mette Sørensen                   | 6-8, 7-4, 7-3, 7-2 |
| Herrendoppel | Kang Kyung-jin Park Young-duk | Yousuke Nakanishi Shinya Ohtsuka | 7-0, 7-3, 7-3      |
| Damendoppel  | Kim Kyeung-ran Ra Kyung-min   | Majken Vange Pernille Harder     | 7-1, 7-0, 7-3      |
| Mixed        | Mathias Boe Majken Vange      | William Milroy Denyse Julien     | 7-2, 7-3, 7-1      |

## Halbfinalresultate
| Disziplin    | Sieger                           | Gegner                            | Ergebnis                |
| ------------ | -------------------------------- | --------------------------------- | ----------------------- |
| Herreneinzel | Lee Hyun-il                      | Kasper Ødum                       | 7-4, 7-1, 7-0           |
|              | Kenneth Jonassen                 | Oliver Pongratz                   | 7-2, 8-7, 7-4           |
| Dameneinzel  | Ra Kyung-min                     | Tine Rasmussen                    | 5-7, 7-3, 5-7, 7-4, 7-2 |
|              | Mette Sørensen                   | Jun Jae-youn                      | 7-1, 7-1, 8-7           |
| Herrendoppel | Yousuke Nakanishi Shinya Ohtsuka | James Anderson Graham Hurrell     | 7-3, 8-6, 7-1           |
|              | Kang Kyung-jin Park Young-duk    | Julian Robertson Ian Sullivan     | 6-8, 5-7, 7-0, 7-5, 7-4 |
| Damendoppel  | Majken Vange Pernille Harder     | Lee Joo Hyun Lee Soon-deuk        | 7-3, 8-6, 7-1           |
|              | Kim Kyeung-ran Ra Kyung-min      | Robbyn Hermitage Milaine Cloutier | 7-1, 7-0, 3-7, 7-1      |
| Mixed        | Mathias Boe Majken Vange         | Björn Siegemund Nicol Pitro       | 7-1, 7-3, 0-7, 7-4      |
|              | William Milroy Denyse Julien     | Peter Steffensen Pernille Harder  | 7-1, 7-4, 3-7, 7-5      |

## Viertelfinalresultate
| Disziplin    | Sieger                            | Gegner                         | Ergebnis                |
| ------------ | --------------------------------- | ------------------------------ | ----------------------- |
| Herreneinzel | Lee Hyun-il                       | Kasper Fangel                  | 7-3, 7-3, 7-0           |
|              | Kasper Ødum                       | Mark Constable                 | 7-4, 7-3, 7-3           |
|              | Kenneth Jonassen                  | Howard Bach                    | 8-7, 7-2, 7-1           |
|              | Oliver Pongratz                   | Kevin Han                      | 7-5, 7-3, 7-4           |
| Dameneinzel  | Ra Kyung-min                      | Cindy Shi                      | 7-1, 7-0, 3-7, 7-1      |
|              | Tine Rasmussen                    | Yoshimi Hataya                 | 0-7, 7-4, 7-1, 7-1      |
|              | Mette Sørensen                    | Chiharu Tagami                 | 7-0, 7-2, 7-0           |
|              | Jun Jae-youn                      | Kim Kyeung-ran                 | 7-5, 5-7, 7-4, 7-8, 8-6 |
| Herrendoppel | Yousuke Nakanishi Shinya Ohtsuka  | Andy Chong Alex Liang          | 7-2, 4-7, 6-8, 7-4, 7-3 |
|              | James Anderson Graham Hurrell     | Howard Bach Kevin Han          | 7-1, 7-4, 7-2           |
|              | Kang Kyung-jin Park Young-duk     | Peter Jeffrey Ian Palethorpe   | 7-1, 7-4, 7-1           |
|              | Julian Robertson Ian Sullivan     | Björn Siegemund Joachim Tesche | 7-2, 7-1, 7-2           |
| Damendoppel  | Majken Vange Pernille Harder      | Park Hyo-sun Joo Hyun-hee      | 7-2, 7-3, 7-1           |
|              | Lee Joo Hyun Lee Soon-deuk        | Reiko Shiota Yoshimi Hataya    | 7-0, 7-4, 0-7, 7-0      |
|              | Kim Kyeung-ran Ra Kyung-min       | Sandra Watt Yuan Wemyss        | 7-1, 7-2, 8-6, -        |
|              | Robbyn Hermitage Milaine Cloutier | Emma Constable Natalie Munt    | 1-7, 5-7, 7-5, 7-3, 7-3 |
| Mixed        | Mathias Boe Majken Vange          | Bae Gi-dae Joo Hyun-hee        | 7-1, 7-1, 6-8, 7-3      |
|              | Björn Siegemund Nicol Pitro       | Ian Palethorpe Emma Constable  | 8-6, 7-1, 5-7, 7-1      |
|              | William Milroy Denyse Julien      | Peter Jeffrey Suzanne Rayappan | 7-4, 2-7, 7-4, 1-7, 7-5 |
|              | Peter Steffensen Pernille Harder  | Brent Olynyk Tammy Sun         | 7-5, 7-1, 8-6           |